# San Zeno Naviglio
San Zeno Naviglio (San Zé in dialetto bresciano) è un comune italiano di 4 713 abitanti della provincia di Brescia in Lombardia.
È situato a circa 6 chilometri a sud da Brescia, nella zona dell'alta pianura padana.
Tra il 1798 ed il 1859 era denominato comune di San Zeno con Aspes.

## Geografia fisica
Il territorio comunale è pianeggiante.
Dal punto di vista idrografico, il territorio è attraversato nella sua parte orientale dal Naviglio Inferiore, appartenente al complesso del Naviglio di Brescia, e gestito dal consorzio di bonifica del fiume Chiese. La campagna dell'Aspes è invece attraversata dal Molone, canale alimentato dalle risorgive locali e dal contributo del Garzetta di San Zeno, che impiega l'originario percorso del Garza, prima che fosse deviato nella fossa attorno alle mura di Brescia alla fine del Settecento.
Il reticolo idrico minore si sviluppa con andamento nord-sud. Nella parte orientale è composto da rogge legate al consorzio di bonifica del Chiese: la Avogadra, la Calcagna, la Gheda, la Musia, la Molinara e la Troiana. Nella parte centrale, urbanizzata, è caratterizzata dalla presenza della roggia Biocco, proveniente da San Polo e dalle sue derivazioni: il Serioletto e la roggia Provaglia. A sud, presso lo stabilimento della Duferco Travi e Profilati, sono presenti i due capofonti della roggia Castrina.

## Storia
Sebbene si presuma l'esistenza di precedenti insediamenti nei periodi romano (ritrovamenti di lapidi romane presso la Cascina Pontevica), longobardo e carolingio (documenti attestano che la località Trevonzo apparteneva al capitolo della Cattedrale di Brescia ed era zona boschiva), i primi insediamenti documentati risalgono al XV secolo, tra la strada postale per Cremona e la confluenza fra alcune rogge (Biocco e Volta) e il canale Naviglio. La località si chiamava Tregonzo o Tregoncio, che deriverebbe dal latino Inter Gurgites, tra i gorghi, ed era abitata prevalentemente da pescatori. Gli studiosi lo hanno desunto dalla documentata presenza di una cappella in quel periodo, dedicata a San Zenone, patrono dei pescatori. A sud dell'insediamento si trovavano due cascine entrambe possedute da Bartolomeo Colleoni: le attuali Cascine Pietà e Naviglio.
Durante il dominio veneto, la località venne organizzata in comune all'interno della quadra di Mairano e nel 1483 passò alla quadra di Bagnolo. L'anno successivo la zona della bassa pianura bresciana fu occupata dall'esercito milanese nell'ambito della Guerra di Ferrara. San Zeno fu, assieme a Flero e Borgosatollo, baluardo della difesa della città da parte dell'esercito veneto.
Nel 1512 l'esercito veneto vi soggiornò durante il tentativo di liberare la città di Brescia dall'assedio dei francesi comandati da Gastone de Foix.
A seguito dell'edificazione di una chiesa parrocchiale dedicata a San Zenone (fine XVI secolo) il paese venne identificato come San Zeno.
Durante l'effimera Repubblica Bresciana (1797), il comune appartenne al Cantone della Garza Orientale.
L'epoca della dominazione napoleonica è segnata dalla soppressione del Comune; la località passò sotto l'amministrazione diretta del Comune di Brescia. Nel 1814, a seguito dell'arrivo degli austriaci fu ripristinata l'autonomia municipale. Due anni dopo, San Zeno entrò a far parte della Provincia di Brescia del regno Lombardo-Veneto.
Durante il XIX secolo si costruirono un ponte in località Sörèc (1817), che sostituì il guado risalente all'epoca romana, e l'attuale cimitero.
Nel 1859, San Zeno entrò a far parte della provincia di Brescia del Regno di Sardegna il quale divenne Regno d'Italia due anni dopo. Con il Regio Decreto 5 ottobre 1862, n. 879, il municipio assunse l'attuale denominazione di San Zeno Naviglio. Nel 1866 fu aperta all'esercizio la linea ferroviaria Brescia – Cremona con stazione ferroviaria posta all'interno del territorio e che avrebbe servito, oltre che il comune di San Zeno, anche quello di Folzano.
Nel 1879 durante una riforma amministrativa del Regno il comune ricevette dallo smembrato Comune di Sant'Alessandro la località Caselle e le cascine Pontevica e San Bartolomeo, tutte poste a nord del paese.
Nel 1893 si concluse la costruzione della San Zeno – Piadena, tratto ferroviario della Brescia–Parma. Nel corso di quel secolo si assistette al progressivo abbandono della gelsobachicoltura, della coltivazione della vite e della coltivazione a lama.
Dopo la seconda guerra mondiale il comune conobbe uno fase di sviluppo. Negli anni sessanta si superarono i 2 000 abitanti, negli anni ottanta i 3000. Vennero aperte numerose attività artigianali e industriali, tra le quali la SiderAL (1956) e la SETA (1981). Dagli anni settanta l'area ai confini con il comune di Borgosatollo è attraversata dall'autostrada A21 Brescia - Piacenza - Torino.
Agli inizi del III millennio, a seguito dell'edificazione di una vasta area compresa tra la stazione ferroviaria e la Cascina Pontevica si è superata la soglia dei 4 000 abitanti.

### Simboli
Lo stemma e il gonfalone sono stati concessi con decreto del presidente della Repubblica del 13 maggio 1999
Il gonfalone è un drappo partito di rosso e di bianco.

### Ricorrenze
Il santo patrono, san Zenone vescovo è festeggiato il 9 dicembre.

## Monumenti e luoghi d'interesse

### Architetture religiose

#### Chiesa parrocchiale

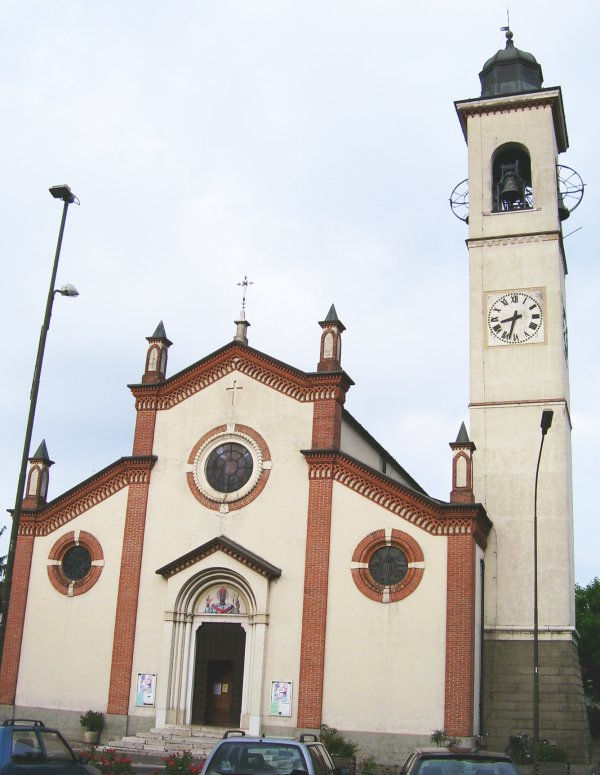
San Zeno Naviglio Parrocchia.jpg

Sorta nel XVI secolo su una precedente cappella, è dedicata a San Zenone, vescovo di Verona e patrono dei pescatori ed anche delle inondazioni, piuttosto frequenti nella zona durante il Medioevo. Anche san Cesario di Terracina era invocato contro le inondazioni; infatti nella lunetta dell'abside esisteva un affresco del pittore Giuseppe Ronchi che raffigurava la Sacra Conversazione con i santi Apollonio, vescovo di Brescia, Cesario diacono e martire, Rocco e Carlo Borromeo. L’affresco venne cancellato nel corso dei restauri eseguiti negli anni ’70 in seguito ad un incendio. Nella sagrestia della parrocchia si conserva una porzione ossea del diacono Cesario, incastonata in un reliquiario ad urna, in legno intagliato e dorato.
L'edificio si presenta a croce latina orientata verso oriente con tre navate. Di queste, le laterali hanno un altare minore: quello a sinistra dell'Altare Maggiore è dedicato a Santa Maria Vergine, quello a destra a Sant'Antonio abate, sebbene la pala presente raffiguri una rappresentazione dell'Assunzione. L'Altare Maggiore è caratterizzato sullo sfondo da un coro ligneo. La pala mostra San Zenone in adorazione. È inoltre presente una raffigurazione della Natività.
Il fonte battesimale è posto sul fondo della navata sinistra. È presente un affresco che rappresenta il battesimo di Gesù Cristo. La decorazione interna della chiesa risale agli anni Trenta del XX secolo. I confessionali sono stati recentemente ristrutturati. Le vetrate, opera di un artista locale, Enrico Schinetti, hanno sostituito quelle originali andate perdute negli anni sessanta del XX secolo.
Esternamente, l'edificio ha una facciata in stile neoromanico, opera dell'architetto bresciano Carlo Melchiotti che intervenne a cavallo fra il XIX ed il XX secolo. Questa operazione comportò l'abbattimento del campanile originale e la sua sostituzione con una torre campanaria.
Quest'ultima costruzione è alta all'incirca trenta metri e ha uno strato protettivo esterno intonacato al civile. In origine essa era tinteggiata a fascioni alternati che riprendevano la caratteristica muratura dell'edificio ecclesiale, realizzata in pietra e cotto. La scarsa resistenza agli agenti atmosferici offerta dai materiali costituenti il rivestimento dell'apparato murario della torre campanaria, unita all'assenza di qualsiasi intervento di manutenzione, determinarono il completo degrado dell'intonaco - che si distaccò in più punti - e la completa cancellazione della decorazione pittorica, che risultava non più leggibile già dalla fine degli anni sessanta.

### Architetture civili

#### Cascina Pietà

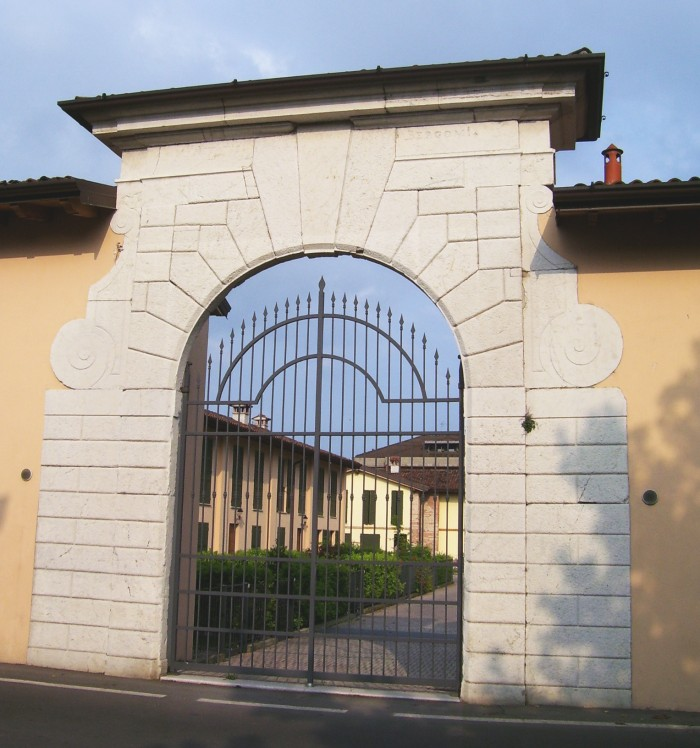
Portale marmoreo d'ingresso

Non si conoscono le esatte origini di questa cascina a corte. La prima testimonianza risale al testamento di Bartolomeo Colleoni che la lasciò alla figlia Isotta, moglie di Giacomo Martinengo mentre la Cascina Naviglio al nipote Giulio, figlio di Ursina. Nel testamento venne definita citra Navilium per distinguerla dall'altra definita ultra Navilium.
Il nome attuale deriva dal Luogo Pio della Pietà di Bergamo, che fu proprietaria dell'edificio per larga parte dei secoli XVII e XVIII. Il portale d'ingresso principale in marmo fu probabilmente costruito in quel periodo, come attestano le iscrizioni poste su di esso. A metà del secolo XVIII la proprietà passò alla famiglia Lechi e agli inizi del secolo XX ai conti Panciera di Zoppola, i quali, recentemente, hanno ceduto la proprietà. L'edificio fu in stato d'abbandono per tutti gli anni Novanta del XX secolo. A seguito di un intervento di restauro, è divenuto un centro residenziale.
La cascina originale si presentava con due portali d'ingresso a lato ovest, il principale dei quali (quello a sud) in marmo di Botticino, l'altro con cornice in cotto. Sul lato ovest erano poste le abitazioni dei lavoratori, mentre su quello nord c'era la zona del massaro o fattore. A nord-ovest era posta una costruzione più alta di tutte le altre, all'interno della quale si trovavano delle feritoie per arco e balestra di origine ignota. Sul lato a est si trovavano le stalle e i fienili, rimaneggiate nei primi decenni del XX secolo, mentre su quello meridionale si trovavano i porticati per il deposito degli attrezzi.

#### Cascina Naviglio
La prima testimonianza è il testamento di Bartolomeo Colleoni (1466) che lasciava l'edificio al nipote Giulio, figlio della defunta Ursina e di Leonardo Martinengo. I Martinengo rimasero proprietari della cascina fino al 1856, quando passò in mano alla Compagnia d'Assicurazione contro i danni per gli incendi che la vendette alla fine del secolo XIX agli attuali proprietari.
La casa del massaro è la costruzione più alta di tutto il complesso ed è posta a sud - ovest. Lungo tutto il lato ovest e nord si trovavano le abitazioni dei lavoratori, mentre ai lati est e sud si trovano i fienili e le stalle. A nord-ovest della cascina si trova un edificio slegato dal complesso a corte: il mulino, privo di pala.
Gli ingressi sono tre: il principale è rivolto verso il portale in marmo della Cascina Pietà; vi è poi un ingresso sul lato est e un altro sul lato sud, nei pressi della casa del massaro.
L'attuale uso della Cascina è prettamente agricolo essendo sede dell'azienda agricola Naviglio. Sono abitabili soltanto il lato ovest e la casa del massaro (recentemente restaurata); il resto dell'edificio è pericolante e sottoposto ad atti di vandalismo, come attesta il furto - avvenuto nel 1999 - di una maschera in marmo posta sopra l'ingresso verso est. Su una parete del corpo nord sono visibili i resti di un dipinto murale con lo stemma Martinengo.
Nei pressi del mulino nasce la roggia Monterona (o Montiruna) che irriga la campagna a sud di San Zeno e quella a nord di Montirone.

#### Villa Pontevica

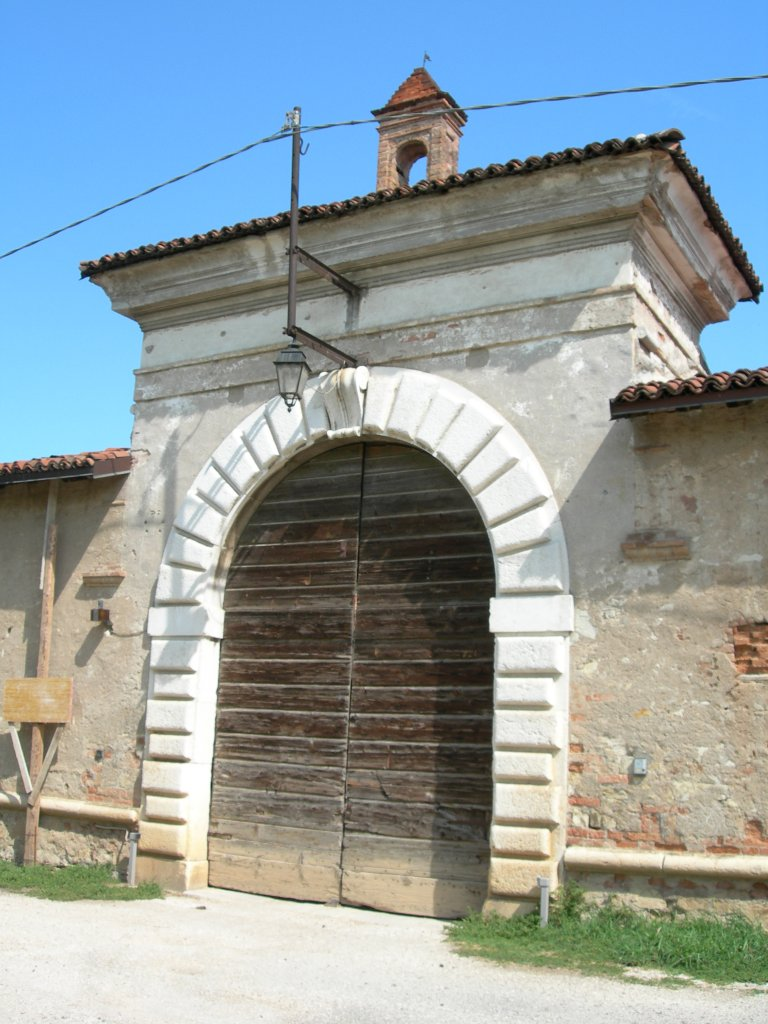
Portale d'ingresso

È improprio utilizzare il termine cascina per indicare il complesso della Pontevica. Infatti l'edificio è una vera e propria villa di campagna, costruita dai nobili Pontevichi che le diedero il nome. Le prime testimonianze della costruzione dell'edificio, posto nell'allora territorio del comune di Sant'Alessandro, a cui la cascina appartenne fino al 1879, risalgono agli inizi del XVI secolo. Stando alla Coccoli (1999), l'edificio fu completato alla fine del secolo.
Il palazzo è una via di mezzo fra una cascina a corte e una fortificazione: è strutturato su quattro lati e possiede un grosso cortile interno. Per ogni angolo vi è una torre: un edificio più alto delle costruzioni a lato. L'ingresso è posto a sud con un portale in marmo. A sud, separato da una strada che il Bonaglia (1976) ipotizza essere residuo di un decumano della centuriazione romana, si trova un edificio a forma di U: la casa del massaro.
Il fabbricato è attualmente abitato dai proprietari. Nei pressi sorge un oratorio dedicato a Santa Maria Assunta, recentemente restaurato.

#### Vecchio municipio

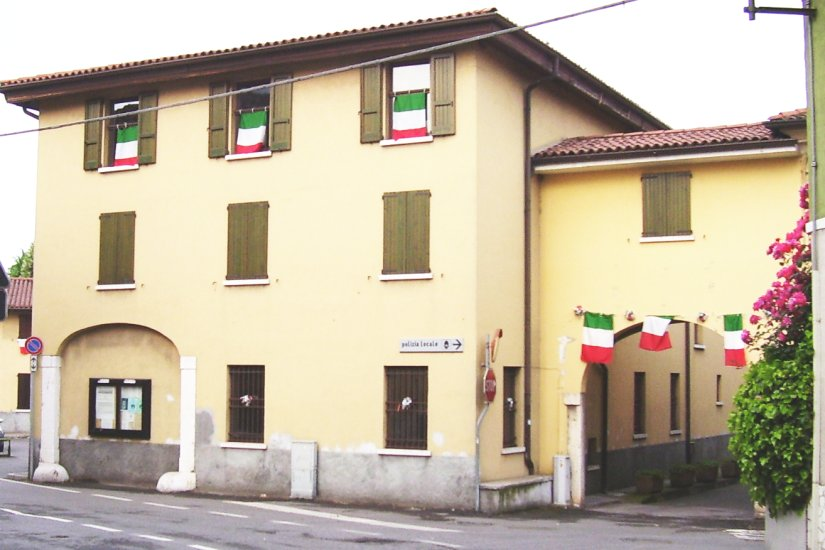
Ingresso principale del vecchio municipio

Edificio costruito nel XVIII secolo (o XIX) e che ne fu la sede fino al 1968, quando venne completata quella attuale nei pressi dell'edificio della scuola elementare (ove era posizionata precedentemente la casa del fascio).
Durante gli anni ottanta fu progressivamente restaurato diventando centro residenziale per anziani, sede della biblioteca comunale e filiale dell'ASL locale.

#### I ponti sul Naviglio
Due sono i ponti costruiti nel XIX secolo allo scopo di scavalcare il canale Naviglio. Uno è posto in località Sörèc la cui costruzione avvenne successivamente il 1817, come attestano i documenti a disposizione dell'archivio comunale. Il secondo è posto nei pressi della Cascina Naviglio e collega il complesso con la strada provinciale Brescia - Cremona. L'epoca di costruzione è ignota sebbene lo stile lo faccia risalire all'Ottocento. Il ponte della Cascina Naviglio in realtà è un doppio ponte perché scavalca anche la roggia Monterona che in quella zona affianca il canale Naviglio.
Nel XX secolo si sono aggiunti altri due ponti. Il primo congiunge il Villaggio Marcolini con la zona attorno alla Chiesa Parrocchiale e fu costruito negli anni settanta. Il secondo congiunge il Villaggio Marcolini con la zona delle Case Bianche e fu costruito alla fine degli anni ottanta per unire le due zone residenziali senza dover passare per la provinciale Brescia - Cremona.

## Società

### Evoluzione demografica
Abitanti censiti

### Lingue e dialetti
Nel territorio di San Zeno Naviglio, accanto all'italiano, è parlata la Lingua lombarda prevalentemente nella sua variante di Dialetto bresciano.

## Cultura

### Istruzione
La primaria Angelo Canossi e la secondaria Nella Berther appartengono all'Istituto comprensivo Nella Berther San Zeno-Montirone.

### Eventi

#### Palio delle Contrade

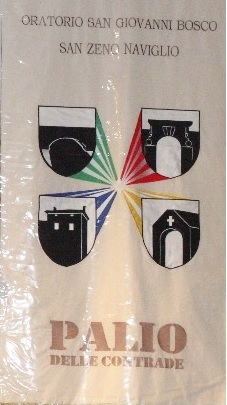
Palio delle Contrade

Nei primi giorni di settembre, dal 1982, a San Zeno Naviglio si svolge il Palio delle Contrade. La manifestazione è organizzata dall'Oratorio San Giovanni Bosco e dal comune: il paese è suddiviso in squadre, denominate contrade, che si affrontano per una decina di giorni in vari giochi per tutte le età. La contrada che ottiene più punti viene dichiarato vincitore e conserva lo stendardo, denominato "Palio delle Contrade", per un anno.
Dal 1982 al 1985, il paese è stato suddiviso in otto contrade: Aquile, Bruchi, Cantarane, Diavoli Rossi, Galli, Girasoli, Pantere Rosa e Non ti scordar di me. Nel 1986 il numero delle contrade è stato ridotto a quattro: Naviglio, Pietà, Pontevica e Santella.
| ALBO D'ORO       | ALBO D'ORO                           |
| ---------------- | ------------------------------------ |
| 1982             | Pantere rosa                         |
| 1983             | Aquile                               |
| 1984             | Diavoli rossi                        |
| 1985             | Aquile e Diavoli rossi (pari merito) |
| 1986             | Pontevica                            |
| 1987             | Pietà                                |
| 1988             | Pietà                                |
| 1989             | Pontevica                            |
| 1990             | Pietà                                |
| 1991             | Santella                             |
| 1992             | Pieta                                |
| 1993             | Non svoltosi                         |
| 1994             | Pontevica                            |
| 1995             | Pontevica                            |
| 1996             | Pietà                                |
| 1997             | Santella                             |
| 1998             | Pietà                                |
| dal 1999 al 2004 | Non svoltosi                         |
| 2005             | Naviglio                             |
| 2006             | Naviglio                             |
| 2007             | Pontevica                            |
| 2008             | Naviglio e Pietà (pari merito)       |
| 2009             | Pontevica                            |
| 2010             | Pietà                                |
| 2011             | Pontevica                            |
| 2012             | Santella                             |
| 2013             | Pontevica                            |
| 2014             | Pontevica                            |
| 2015             | Pontevica                            |
| 2016             | Naviglio                             |
| 2017             | Naviglio                             |
| 2018             | Pietà                                |
| 2019             | Santella                             |
| 2020             | Non svoltosi                         |
| 2021             | Pietà                                |
| 2022             | Santella                             |
| 2023             | Santella                             |
| 2024             | Naviglio                             |

## Geografia antropica

### Urbanistica
La località principale (San Zeno) si è sviluppata nei secoli attorno ad un unico baricentro, la Chiesa Parrocchiale e un unico asse viario: la strada postale Brescia - Cremona (fino al 2000 SS 45 bis, ora provinciale 45 bis). La presenza di numerosi corsi d'acqua a est della strada postale (roggia Volta, canale Naviglio) ha sempre impedito lo sviluppo verso quel senso, ad eccezione della Cascina Naviglio la quale rimase costruzione isolata nel contesto orientale fino agli anni settanta del XX secolo.
Lungo la strada postale per Folzano, nei pressi della Cascina Pietà, sorse la Contrada Cantarane, unico insediamento esterno al centro storico vero e proprio che non facesse parte di una cascina a corte.
A partire dagli anni trenta del XX secolo si iniziò a sviluppare urbanisticamente il paese perpendicolarmente alla Brescia - Cremona e l'utilizzo della strada postale per Folzano (ora via Roma) come asse portante fu quasi un obbligo.
Negli anni settanta si decise di edificare anche l'area ad est della Brescia - Cremona con la costruzione del Villaggio Marcolini e di un quartiere fra quest'ultimo e la località Caselle (realizzato solamente negli anni novanta). L'insediamento fu possibile per la costruzione di ben due ponti che hanno scavalcato il canale Naviglio e per la progressiva copertura delle rogge che caratterizzavano la zona.
Nello stesso periodo si assistette alla costruzione dello stabilimento siderurgico della Seta, nella zona compresa tra le località Aspes e Sörèc, per la quale fu necessario l'abbattimento della Cascina Bisletti.
Negli anni ottanta in un'ottica di riprogrammazione urbana, si decise di sfruttare le aree agricole poste tra lo stabilimento e le due linee ferroviarie per concentrarvi tutte le aziende artigiane della zona: era l'area artigianale San Zeno 2. Il progetto sostanzialmente è fallito, perché la forte domanda di insediamenti produttivi fu superiore allo spazio disponibile. Quindi si decise di costruire delle aree artigianali anche a nord della località Caselle, lungo la provinciale per Borgosatollo, e degli insediamenti commerciali lungo la Brescia - Cremona a nord del paese vero e proprio.
La zona a ovest del paese, che godette di uno sviluppo in epoche scarsamente attente alla pianificazione urbana, si trovò nell'assurda mancanza di strade di quartiere che collegassero le diverse zone residenziali tra loro. Per ovviare a tale mancanza, alla fine degli anni Novanta si progettò un intero quartiere, a est della linea ferroviaria, a nord della località Cantarane, a ovest del Centro Storico e a sud della Cascina Pontevica, che unisse le suddette zone fino a quel momento collegate solamente dalle strade San Zeno - Folzano e Brescia - Cremona. Il quartiere è stato completato agli inizi del 2004.
Al momento, il problema principale della pianificazione urbana riguarda il traffico automobilistico della strada Brescia - Cremona che taglia in due il paese. Le diverse amministrazioni comunali succedutesi in questi anni hanno studiato la fattibilità di soluzioni in ambito comunale (tangenziale esterna al centro abitato) o provinciale (dirottamento del traffico sull'Autostrada Brescia - Piacenza, opportunamente declassata). La precedente amministrazione aveva manifestato preferenza verso l'ultima soluzione, mentre l'attuale, in carica dal 2004, ha deciso di finanziare il progetto di costruzione di una variante. I cantieri di quest'ultima opera sono stati avviati all'inizio del 2009 e conclusi nell'autunno dell'anno seguente; l'opera è stata quindi inaugurata il 9 ottobre.

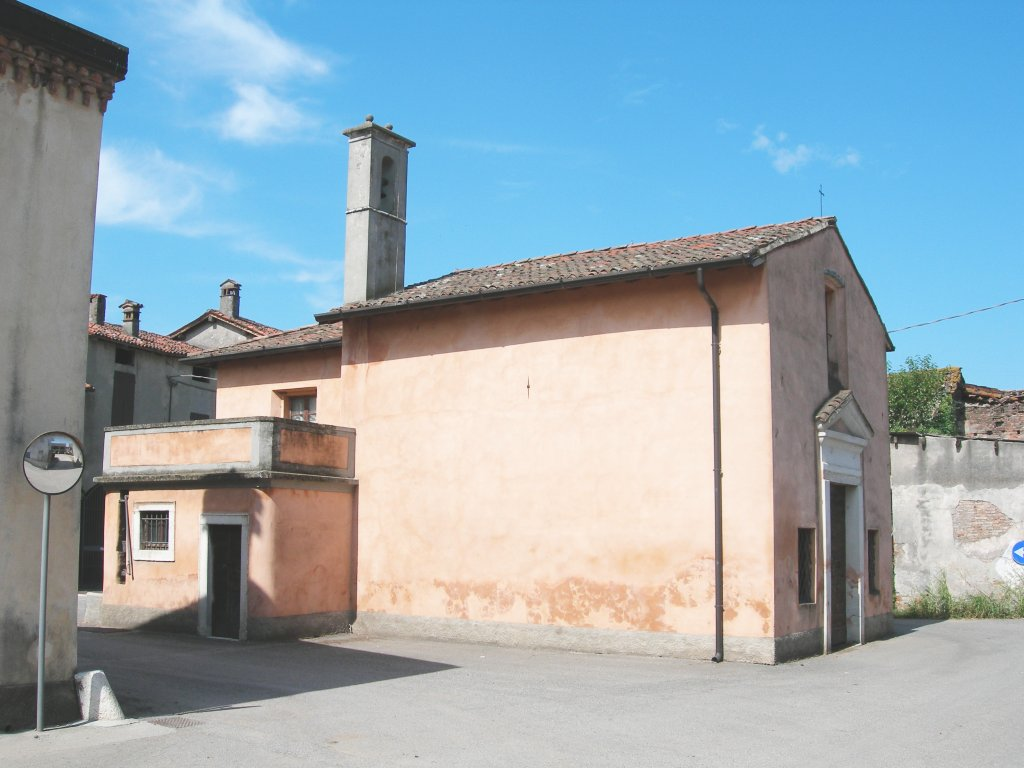
Chiesa di Santa Maria Assunta

### Frazione
- Aspes, storico nucleo urbano posto a sud del comune.
- Garza. Località posizionata a nord-ovest del paese di San Zeno e divisa longitudinalmente tra questo comune e quello di Brescia. È caratterizzata da abitazioni civili costruite negli anni cinquanta del XX secolo intervallate da insediamenti artigianali.
- Caselle. Località a nord-est del paese. Sviluppatasi sulla vecchia strada per Borgosatollo, risulta ad oggi (2010) assorbita dallo sviluppo delle aree artigianali circostanti. Fino al 1879 apparteneva al comune extramurario di Sant'Alessandro, per poi passare in quell'anno a San Zeno assieme alle cascine San Bartolomeo e Pontevica.

## Economia
Sul territorio si trovano stabilimenti siderurgici, favoriti dalla presenza del tracciato ferroviario e dello scalo merci presente nel comune. Proprio a San Zeno, si trova lo stabilimento più grande del gruppo Duferco, con una superficie di 491860 m², affiancato a partire dal 17 ottobre 2023 da un moderno laminatoio gestito dall'intelligenza artificiale.
Per quanto riguarda l'artigianato è molto diffusa la produzione di armi.
È accentuato il fenomeno del pendolarismo soprattutto verso il capoluogo.
A San Zeno Naviglio, è dislocata la nuova sede provinciale dell'Avis di Brescia.

### Fiere e mercati
Presso San Zeno Naviglio, come in altri comuni è attivo un mercato settimanale attivo principalmente nel giorno di venerdi.

## Infrastrutture e trasporti

### Strade
Il paese è attraversato dalla strada provinciale BS 45 bis che collega Brescia a Cremona. Dall'ottobre 2010 questa arteria è stata declassata a strada comunale in quanto contestualmente è stata aperta al traffico la cosiddetta deviante, che aggira il centro abitato ad est e che risulta essere gestita dalla provincia.
Il territorio comunale è solcato anche dall'autostrada A21 Torino - Piacenza - Brescia. I caselli autostradali più vicini al comune sorgono lungo quest'infrastruttura e sono:
- quello di Brescia Centro, ubicato nel territorio comunale di Brescia;
- quello di Brescia Sud, posto nel territorio comunale di Montirone.

### Ferrovie
Le linee ferroviarie che attraversano il territorio comunale sono due:
- la Brescia – Cremona;
- la Parma – Brescia.

Entrambe si incontrano presso la stazione di San Zeno-Folzano condividendo il tratto tra questo impianto ferroviario e quello di Brescia. Lo scalo è servito dai treni regionali che utilizzano le due linee ferroviarie.
La dismessa fermata di Borgosatollo, ubicata presso la Parma-Brescia, sorgeva all'interno del territorio comunale di San Zeno Naviglio, in località Sorech.

## Amministrazione
| Periodo | Periodo | Primo cittadino    | Partito | Carica      | Note |
| ------- | ------- | ------------------ | ------- | ----------- | ---- |
| 1944    | 1945    | Antonio Nardone    |         | Commissario |      |
| 1945    | 1945    | Pio Ferretti       | DC      | Sindaco     |      |
| 1945    | 1946    | Giuseppe Pedracini | DC      | Sindaco     |      |
| 1946    | 1947    | Angelo Donini      | DC      | Sindaco     |      |
| 1947    | 1947    | Bortolo Bonini     | DC      | Sindaco     |      |
| 1947    | 1952    | Mario Gazza        | DC      | Sindaco     |      |
| 1952    | 1955    | Cesare Pesci       | DC      | Sindaco     |      |
| 1955    | 1956    | Ernesto Colpani    | DC      | Sindaco     |      |
| 1956    | 1957    | Emilio Carapacchio | DC      | Sindaco     |      |
| 1957    | 1975    | Franco Masserdotti | DC      | Sindaco     |      |
| 1975    | 1980    | Francesco Romaioli | DC      | Sindaco     |      |
| 1980    | 1981    | Gianfranco Gerardi | DC      | Sindaco     |      |
| 1981    | 1990    | Ruggero Bonardi    | DC      | Sindaco     |      |
| 1990    | 1995    | Roberto Montini    | PSI     | Sindaco     |      |

Di seguito l'elenco dei sindaci eletti direttamente dai cittadini (dal 1995):
| Periodo          | Periodo          | Primo cittadino      | Partito                                                            | Carica           | Note   |
| ---------------- | ---------------- | -------------------- | ------------------------------------------------------------------ | ---------------- | ------ |
| 24 aprile 1995   | 14 giugno 2004   | Roberto Montini      | lista civica di centrosinistra                                     | Sindaco          |        |
| 14 giugno 2004   | 26 febbraio 2012 | Angiolino Serpelloni | lista civica di centrodestra poi Il Popolo della Libertà-Lega Nord | Sindaco          | [ 32 ] |
| 26 febbraio 2012 | 27 maggio 2013   | Omar Bertelli        | Il Popolo della Libertà-Lega Nord                                  | Vicesindaco f.f. | [ 32 ] |
| 27 maggio 2013   | 11 giugno 2018   | Ernesto Abbiati      | lista civica di centrodestra                                       | Sindaco          | [ 33 ] |
| 11 giugno 2018   | in carica        | Marco Ferretti       | lista civica di centrodestra                                       | Sindaco          |        |